# Suffolk & Ipswich Football League
De Suffolkd & Ipswich Football League is een Engelse regionale voetbalcompetitie. Er zijn 9 divisies waarvan de hoogste zich op het 11de niveau in de Engelse voetbalpiramide bevindt. De kampioen kan promoveren naar de Eastern Counties Football League. 2 divisies zijn enkel voor reserveteams